# 格窝
格窝（宗喀語：རྒེད་འོག，威利：rged-og）是不丹的地方行政机构，相当于乡镇一级的行政区划。在不丹，格窝一般由几个村落构成，格窝的负责人被称为格布（gup，宗喀語：རྒེད་པོ་）。现时，不丹全国共设置有205个格窝。
古普对宗的行政长官宗达负责，宗内设置有东一级行政区的，古普则向本格窝所属的东行政长官东达负责。
1991年，不丹政府为了加强格窝的经济发展，在各个格窝成立了格窝发展委员会（the Gewog Yargye Tshogchungs or The Block Development Committee）。格窝发展委员会的委员全部经过选举产生。据统计，不丹全国共有格窝发展委员会委员2614人。